# Metilia amazonica
Metilia amazonica är en bönsyrseart som beskrevs av Max Beier 1930. Metilia amazonica ingår i släktet Metilia och familjen Acanthopidae. Inga underarter finns listade i Catalogue of Life.